# Fréquence interdite
Pour les articles homonymes, voir fréquence (homonymie) et frequency.
Pour plus de détails, voir Fiche technique et Distribution.
Fréquence interdite ou Fréquences au Québec (Frequency) est un film américain réalisé par Gregory Hoblit en 2000.

## Synopsis
Octobre 1999. John Sullivan est inspecteur de police de la ville de New York. Sa petite amie le quitte et l'anniversaire de la mort de son père, Frank, approche. Pompier de la ville, il est mort dans l'incendie d'un immeuble désaffecté, 30 ans plus tôt, en octobre 1969. Après avoir reçu la visite de son meilleur ami Gordo et de son fils, John met en marche un radio-émetteur retrouvé dans une malle contenant les affaires du défunt. Par une nuit illuminée d'aurore boréale et d'éclairs magnétiques, le policier met en route la radio et communique avec un homme. Mais il ne tarde pas à comprendre qu'il communique avec Frank, quelques jours avant sa mort. John avertit son père de l'incendie dans lequel il a péri.

## Fiche technique
- Titre original : Frequency
- Titre français : Fréquence interdite
- Titre québécois : Fréquences
- Scénario : Toby Emmerich
- Production : Bill Carraro, Janis Rothbard Chaskin, Toby Emmerich, Patricia Graf, Gregory Hoblit, Hawk Koch (en), Richard Saperstein, Robert Shaye pour New Line Cinema
- Musique : Michael Kamen
- Photographie : Alar Kivilo (de)
- Société de distribution : New Line Cinema
- Budget : 31 millions de $
- Pays :  États-Unis
- Langue : anglais
- Format : Couleur (DeLuxe) - 2,35:1 Cinémascope - 35 mm - son DTS / Dolby Digital / SDDS
- Genre : Science fiction
- Durée : 118 min
- Dates de sortie :
  -  États-Unis : 28 avril 2000
  -  France : 2 août 2000

## Distribution
- Dennis Quaid (VF : Bernard Lanneau ; VQ : Hubert Gagnon) : Frank Sullivan
- Jim Caviezel (VF : Éric Legrand ; VQ : Pierre Auger) : John Sullivan
- Shawn Doyle (VF : Hervé Jolly ; VQ : Daniel Picard) : Jack Shepard
- Elizabeth Mitchell (VF : Juliette Degenne ; VQ : Hélène Lasnier) : Julia « Jules » Sullivan
- Andre Braugher (VF : Pascal Renwick ; VQ : Jean-Luc Montminy) : Satch DeLeon
- Noah Emmerich : (VF : Michel Dodane ; VQ : Benoît Gouin) : Gordo Hersch
- Melissa Errico : Samantha Thomas
- Daniel Henson : Johnny Sullivan (6 ans)
- Jordan Bridges : Graham 'Gib' Gibson
- Stephen Joffe : Gordo Hersch (8 ans)
- Jack McCormack : Commandant Butch O'Connell
- Peter MacNeill : Butch Foster
- Michael Cera : Gordy Jr. (10 ans)
- Marin Hinkle : Sissy Clark
- Richard Sali : Chuck Hayes
- Nesbitt Blaisdell : Fred Shepard
- Joan Heney : Laura Shepard
- Jessica Meyer : Adolescente fugueuse
- Kirsten Bishopric (en) : Carrie Reynolds
- Rocco Sisto (en) : Daryl Simpson
- Rosemary De Angelis (en) : Madame Finelli
- Dick Cavett : Lui-même
- Brian Greene : (VF : Patrick Raynal) : Lui-même
- Melissa Fitzgerald (en) : Linda Hersch
- John Di Benedetto : Superviseur
- Terry Serpico : Employé #1
- Nicole Brier : Adolescente stone
- Brantley Bush : Jeune interne
- David Huband : Barman
- Timothy Brown : Billy
- Chuck Margiotta : Gino
- Karen Glave : Lanni DeLeon
- Frank McAnulty : Sergent
- Derek Aasland : Homme stone #1
- Jim McAleese : Barman
- Catherine Burdon : Jeune femme #1
- Jennifer Baxter : Jeune femme #2
- Desmond Campbell : Technicien de laboratoire Hector
- Danny Johnson : Policier en uniforme #1
- Colm Magner : Policier en uniforme #2
- Brigitte Kingsley : Serveuse au bar
- Tucker Robin : Frank Jr.

## Distinctions

### Récompenses
- Primé auprès de l'Académie des films de science-fiction, fantastique et horreur, en 2001 d'un Saturn Award pour le meilleur film fantastique (Best Fantasy Film).
  - nommé également en vue du Saturn Award pour le meilleur second rôle (Best Supporting Actor) en faveur de Dennis Quaid et pour le meilleur scénario (Best Writing) en faveur de Toby Emmerich
- Primé aux Blockbuster Entertainment Awards de 2001 d'un Blockbuster Entertainment Award pour le meilleur second rôle de suspense (Favorite Supporting Actor - Suspense) en faveur de Andre Braugher
  - nommé également en vue du Blockbuster Entertainment Award de Favorite Actor - Suspense en faveur de Dennis Quaid et du Favorite Male - Newcomer en faveur de Jim Caviezel
- nommé aux Golden Globes en 2001 pour la meilleure musique de film (Best Original Song - Motion Picture) en faveur de Garth Brooks & Jenny Yates pour la chanson "When You Come Back to Me Again".
- nommé aux Hugo Awards en 2001 en vue d'un Hugo de meilleure présentation dramatique (Best Dramatic Presentation)

## Suites et adaptations

### Séries télévisées
- Frequency (série télévisée)

Série télévisée américaine créée par Jeremy Carver (2016).